# Jürgen Heinrich (Medienökonom)
Jürgen Heinrich (* 1941) war über 26 Jahre lang Professor am Institut für Journalistik (IfJ) der Universität Dortmund. Sein Forschungs- und Lehrschwerpunkte waren Allgemeine Volkswirtschaft, Wirtschaftsjournalismus und vor allem Medienökonomie.
In Dortmund entwickelte Heinrich zusammen mit Gerd G. Kopper Medienökonomie als Integrationsfach. Ein Fach, das sich nicht als Spezialfeld vorhandener Fächer ausdifferenziert, sondern das die Disziplinen Ökonomie, Medien- und Kommunikationswissenschaften verbindet. „Medienökonomie ist mehr als Ökonomie der Medien“ ist daher eines der zentralen Axiome seit dem Beginn der Disziplin.
Am 24. Mai 2006 gab Heinrich im Rahmen der Diplomübergabe an Absolventen des Journalistik-Studiums seine Abschiedsvorlesung zum Thema „Wirtschaft in den Medien – Medien in der Wirtschaft: Anatomie einer komplexen Dreierbeziehung“ und trat nach 26 Jahren am IfJ seinen Ruhestand an.

## Werke
- Medienökonomie, Band 1: Mediensystem, Zeitung, Zeitschrift, Anzeigenblatt, Opladen (Westdeutscher Verlag) 1994.
- Medienökonomie, Band 2: Hörfunk und Fernsehen, Opladen / Wiesbaden (Westdeutscher Verlag) 1999.
- Grundlagen und Probleme der Volkswirtschaft (zus. m. U. Baßeler und B. Utecht), 17. Aufl., Stuttgart (Schäffer-Poeschel) 2002.
- Wirtschaftsjournalistik. Grundlagen und Praxis (zus. m. C. Moss), Wiesbaden (VS-Verlag) 2006.